# Южный архитектурно-строительный форум
Южный архитектурно-строительный форум — ежегодная специализированная строительная выставка в Краснодаре.

## История
Форум существует с 1996 года и первоначально проводился как выставка.
В 2001 году выставке был присвоен Знак Российского союза выставок и ярмарок.
В 2002 году выставка переведена в формат форума.
С 2006 года форум проводится в формате международного.

## Описание
Форум включает 5 специализированных выставок и международный фестиваль «Дни архитектуры». На площадке форума встречаются лидеры строительного рынка юга России, Москвы, Санкт-Петербурга, Казани, Екатеринбурга и других регионов РФ, а также Германии, Турции, Швеции, Италии, Украины.
Целевыми посетителями форума являются: административные структуры, руководители и специалисты отраслевых предприятий, представители банковской и страховой сфер.
Форум является самой масштабной строительной выставкой южного региона. Количество посетителей в 2006 году - 14 761 человек. В 2010 - 14 315.